# Chemin de Lapujade
Le chemin de Lapujade (en occitan : camin de Lapujada) est une voie de Toulouse, chef-lieu de la région Occitanie, dans le Midi de la France.

## Situation et accès

### Description
Le chemin de Lapujade est une voie publique. Il relie les quartiers de Bonnefoy et de Croix-Daurade. Il correspond à une partie de l'ancien chemin vicinal 59, de Toulouse à Croix-Daurade en passant par Lapujade.
La chaussée compte une voie de circulation automobile dans chaque sens. Il n'existe pas d'aménagement cyclable.

### Voies rencontrées
Le chemin de Lapujade rencontre les voies suivantes, dans l'ordre des numéros croissants (« g » indique que la rue se situe à gauche, « d » à droite) :
1. Rue du Faubourg-Bonnefoy
2. Rue de Maltens - accès piéton (g)
3. Rue Joubert (d)
4. Rue du Docteur-Paul-Pujos (d)
5. Rue de Turin (d)
6. Rue Louis-Massé (d)
7. Rue Michel-Ange (g)
8. Rue Pierre-Béteille (d)
9. Impasse de Lapujade (g)
10. Rue d'El-Alamein (d)
11. Rue de Koufra (d)
12. Impasse Descouloubre (d)
13. Rue Jean-Bartoli (g)
14. Impasse Fourcaran (g)
15. Rue du Docteur-Marcel-Bouvier (d)
16. Rue Garibaldi - accès piéton (d)
17. Rue des Flandres (d)
18. Impasse Étienne-Lacépède (g)
19. Rue Henri-Frenay (g)
20. Place de l'Armée-d'Afrique (g)
21. Impasse Toussaint-Louverture (d)
22. Rue d'Oradour-sur-Glane (d)
23. Rue Crémon (d)
24. Rue Claude-Vernet (g)
25. Rue de la Pépinière (d)
26. Chemin de Jaffary (d)
27. Rue Henri-Moissan (g)
28. Rue des Trois-Pigeons (g)
29. Rue de l'Énergie (d)
30. Rue du Petit-Castelet (g)
31. Impasse du Clos-de-Jade (g)
32. Rue François-Lachambre (g)
33. Rue de la Jalousie (d)
34. Rue Yves-Prépognot (d)
35. Place de la Cabarette (d)
36. Chemin de Lanusse

## Odonymie
L'origine du nom du chemin de Lapujade n'est pas complètement claire. Pour Pierre Salies, qui reprend les travaux de Guillaume Lafforgue, il lui vient d'un domaine, connu comme lo Miralh ou lo Miralhon – francisé en Mirailhou ou Miraillou –, qui avait appartenu à la fin du XVIe siècle à Jean-Étienne Duranti (1534-1589), puis était passé entre les mains de Marie Marguerite d'Alègre (1688-1752), marquise de Tourzel et de Saint-Cirgues, dame du palais de la reine Marie Leszczynska entre 1725 et 1741, et qui est racheté en 1740 par le chirurgien Jean-Marie Lapujade. Il donne son nom au château qu'il fait construire et qui finit par effacer le souvenir des noms précédents.
Dans le même temps, on trouve au chemin aussi le nom de chemin de Castelmaurou, puisqu'il est une partie du long chemin qui, depuis la porte Matabiau (emplacement de l'actuelle place Jeanne-d'Arc), traverse la campagne toulousaine pour aboutir au village de Castelmaurou : à la suite du creusement du canal du Midi, l'aménagement d'une route nouvelle (actuelles avenue de Lyon et rue du Faubourg-Bonnefoy) provoque son déclassement. Mais selon le géographe toulousain Jean Coppolani, l'origine du chemin est à chercher plus tôt et il fait remonter l'origine de ce nom au XVe siècle au moins, sans donner d'explication à l'origine de ce nom.

## Patrimoine et lieux d'intérêt

### Château Lapujade
Le château Lapujade, de style néo-classique, est construit pour le chirurgien Jean-Marie Lapujade, qui acquiert le domaine du Miralh en 1740. Le parc du château est progressivement morcelé dans la deuxième moitié du XXe siècle, à la suite de la construction de plusieurs résidences dans les années 1970 (actuel no 113) et 1990 (actuel no 131). 
Le château s'élève perpendiculairement au chemin. Le corps de logis, large de sept travées, s'élève sur deux niveaux séparés par un bandeau de brique. Il est éclairé par des fenêtres segmentaires, séparées à l'étage de fins pilastres à chapiteaux corinthiens. Les élévations sont couronnées par une large corniche débordante surmontée d'une frise d'antéfixes en terre cuite composées de flammes et de palmettes. La porte est surmontée d'un auvent orné d'une marquise en fonte. À l'étage, la fenêtre a une agrafe sculptée du mascaron d'un homme barbu. Deux ailes en rez-de-chaussée, occupées par les communs encadrent le logis.

### Fermes
- no  51 : ferme (deuxième moitié du XIXe siècle)[5].
- no  65 : ferme (fin du XIXe siècle)[6].
- no  67 : ferme (deuxième moitié du XIXe siècle)[7].

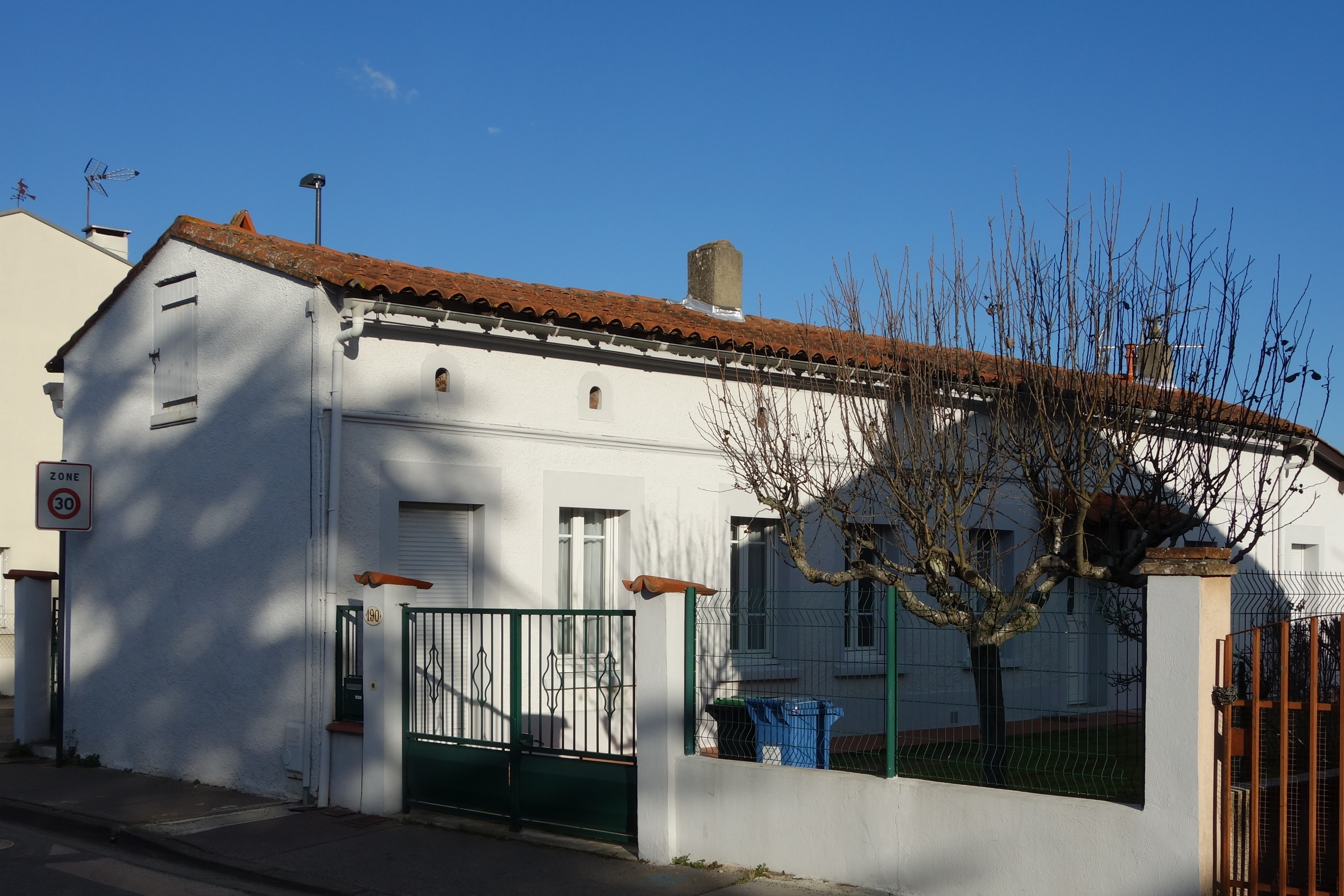
no 190 : ancienne ferme.

- no  190 : ferme (deuxième moitié du XIXe siècle)[8].

- no  204 : ferme (fin du XIXe siècle)[9].

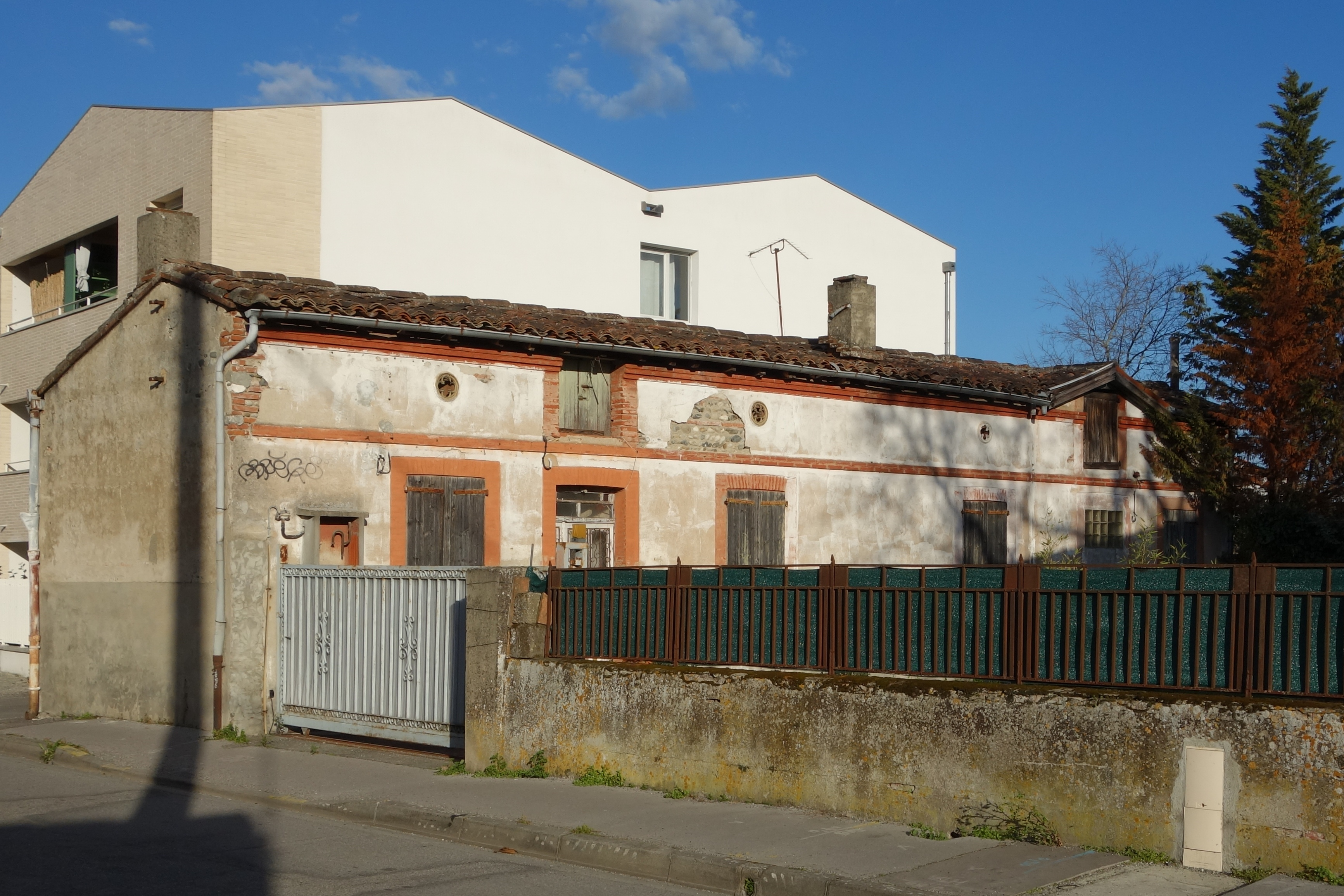
no 204 : ancienne ferme.

- no  215 : ferme (deuxième moitié du XIXe siècle).
- no  218 : ferme (deuxième moitié du XIXe siècle)[10].

### Maisons toulousaines
- no  49 : maison toulousaine (fin du XIXe siècle)[11].
- no  52 : maison toulousaine (années 1900)[12].

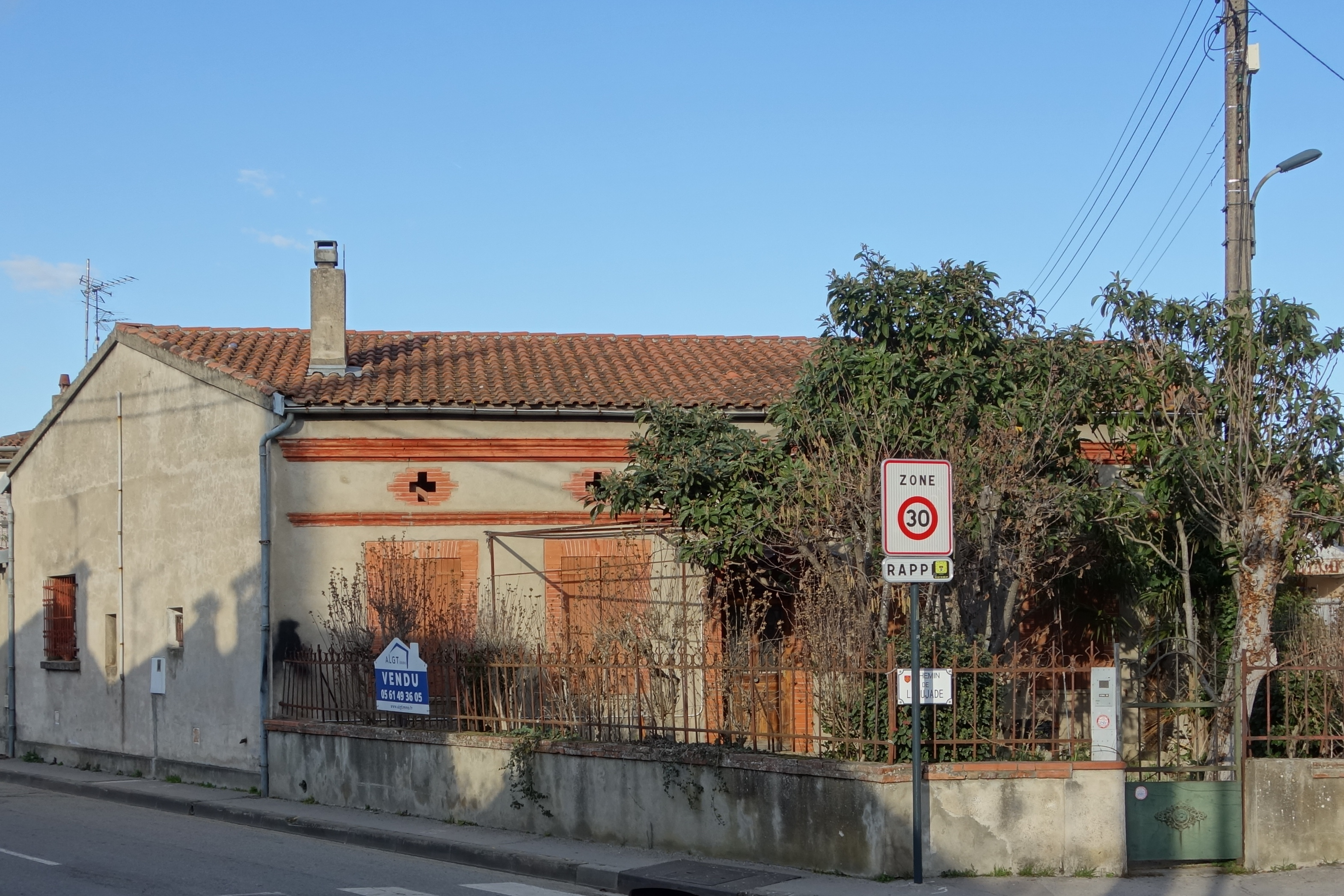
no 150 : maison toulousaine.

- no  150 : maison toulousaine (deuxième moitié du XIXe siècle)[13].

- no  163 : maison toulousaine (troisième quart du XIXe siècle)[14].
- no  169 : maison toulousaine (deuxième moitié du XIXe siècle)[15].
- no  173 : maison toulousaine (deuxième moitié du XIXe siècle)[16].
- no  181 : maison toulousaine (deuxième moitié du XIXe siècle)[17].
- no  188 : maison toulousaine (deuxième moitié du XIXe siècle)[18].
- no  197 : maison toulousaine (deuxième moitié du XIXe siècle)[19].
- no  203 : maison toulousaine (deuxième moitié du XIXe siècle)[20].
- no  211 : maison toulousaine (deuxième moitié du XIXe siècle)[21].
- no  255 : maison toulousaine (deuxième moitié du XIXe siècle)[22].
- no  257 : maison toulousaine (deuxième moitié du XIXe siècle)[23].
- no  259 : maison toulousaine (deuxième moitié du XIXe siècle)[24].

### Immeubles et maisons
- no  22 et 40 : résidence Lapujade-Bonnefoy (1960-1961)[25].
- no  45 : villa les Cèdres (années 1930)[26].
- no  111 : supermarché Intermarché (1999).
- no  161 : maison (années 1900)[27].
- no  179 : maison (années 1930)[28].

### Services municipaux
- no  25-37 : ateliers municipaux. 
Les services municipaux occupent une vaste parcelle le long du chemin de Lapujade. Une partie des bâtiments est occupée par les ateliers municipaux et en particulier par le service logistique[29]. D'autres bâtiments sont dévolus à des associations, tels le Club Pétanque Lapujade, mais aussi deux associations d'anciens combattants républicains de la guerre d'Espagne, les Carabineros de la República Española et les Antiguos Combatientes Republicanos.

- no  33 : crèche Lapujade.

### Jardins
- jardin Lapujade. 
Le jardin Lapujade est un jardin public. D'une superficie d'environ 5 000 m², entre la rue de Maltens et le chemin Lapujade. En 2008, le départ de l'Office français de l'immigration et de l'intégration (OFII) pour la rue Arthur-Rimbaud (actuel no 7) libère un bâtiment au sud du jardin (actuel no 19). En 2020, dans le cadre du projet du Grand Matabiau, il est prévu d'agrandir le jardin par la démolition de cet immeuble, ainsi que d'une maison voisine (actuel no 17)[30].

- jardin de la Cabarette.